# Mitchell Krueger
Mitchell Krueger (* 12. Januar 1994 in Fort Worth, Texas) ist ein US-amerikanischer Tennisspieler.

## Karriere
Mitchell Krueger spielt hauptsächlich auf der ATP Challenger Tour und der ITF Future Tour. Er feierte bislang einen Einzel- und drei Doppelsiege auf der Future Tour.
Sein Debüt auf der ATP World Tour gab er im Juli 2014 bei den Hall of Fame Tennis Championships, wo er in der ersten Hauptrunde in zwei Sätzen gegen Tatsuma Itō verlor.

## Erfolge
| Legende (Anzahl der Siege)  |
| Grand Slam                  |
| ATP World Tour Finals       |
| ATP World Tour Masters 1000 |
| ATP World Tour 500          |
| ATP World Tour 250          |
| ATP Challenger Tour (9)     |

### Einzel

#### Turniersiege
| Nr. | Datum              | Turnier      | Belag         | Finalgegner         | Ergebnis       |
| --- | ------------------ | ------------ | ------------- | ------------------- | -------------- |
| 1.  | 10. Februar 2019   | Dallas       | Hartplatz (i) | Mackenzie McDonald  | 4:6, 7:63, 6:1 |
| 2.  | 25. Juli 2021      | Cary (1)     | Hartplatz     | Ramkumar Ramanathan | 7:64, 6:2      |
| 3.  | 19. September 2021 | Cary (2)     | Hartplatz     | Björn Fratangelo    | 6:4, 6:3       |
| 4.  | 21. Januar 2024    | Indian Wells | Hartplatz     | Brandon Holt        | 4:6, 6:3, 6:4  |
| 5.  | 2. Juni 2024       | Little Rock  | Hartplatz     | Yūta Shimizu        | 6:3, 6:4       |

### Doppel

#### Turniersiege
| Nr. | Datum            | Turnier         | Belag     | Partner       | Finalgegner                       | Ergebnis          |
| --- | ---------------- | --------------- | --------- | ------------- | --------------------------------- | ----------------- |
| 1.  | 13. Februar 2015 | Launceston      | Hartplatz | Radu Albot    | Adam Hubble Jose Statham          | 3:6, 7:5, [11:9]  |
| 2.  | 16. Juli 2016    | Winnipeg        | Hartplatz | Daniel Nguyen | Jarryd Chaplin Benjamin Mitchell  | 6:2, 7:5          |
| 3.  | 3. November 2019 | Charlottesville | Hartplatz | Blaž Rola     | Sekou Bangoura Blaž Kavčič        | 6:4, 6:1          |
| 4.  | 17. April 2021   | Orlando         | Hartplatz | Jack Sock     | Christian Harrison Dennis Novikov | 4:6, 7:5, [13:11] |